# فيسينتي آرسنال
فيسينتي آرسنال (مواليد 10 يوليو 1948) هو ملاكم فلبيني، مثّل بلاده في الألعاب الأولمبية الصيفية 1972.

## روابط خارجية
فيسينتي آرسنال على موقع أوليمبيديا (الإنجليزية)